# Kaiku (recipiente)

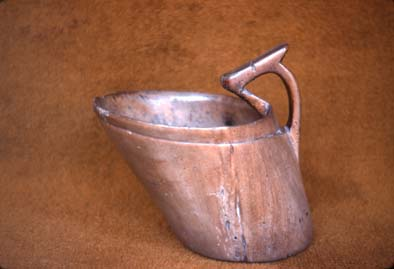
Un kaiku.

Kaiku es un recipiente usado para recoger la leche y preparar la cuajada artesanal, el queso, etc.
De curiosa morfología, aparece como una jarrita baja de cuerpo cónico e inclinado, con pico vertedero largo y con una gran asa labrada en la misma pieza, por lo general asomada a su boca. Se fabrica en madera, metal y cerámica, si bien se considera el ejemplo más tradicional el labrado en madera de abedul, blanda, poco pesada pero resistente, y muy abundante en el País Vasco (español y francés) y en el norte de Navarra. Hay dos modelos principales, uno para el ordeño (más inclinado para facilitar el proceso), y otro para presentarlo o servirlo en la mesa.

## Etimología y léxico
Algunos etimólogos proponen que la voz vasca kaiku procede del latín tardío caucus y éste, a su vez, del griego kaúkē 'copa, vaso para beber'. En general todos aceptan que este ancestral utensilio fue citado por Estrabón hace un par de milenios.
Además de clásicos del folclore y la cultura vascas como Telesforo Aranzadi, José Miguel de Barandiarán y Antxon Aguirre Sorondo, el kaiku ha sido estudiado por antropólogos y etnólogos más generales como Ramon Violant i Simorra y Julio Caro Baroja.